# Вирипаєво (Ромодановський район)
Вирипа́єво (рос. Вырыпаево, ерз. Вырыпаево) — село у складі Ромодановського району Мордовії, Росія. Входить до складу Липкинського сільського поселення.

## Населення
Населення — 218 осіб (2010; 247 у 2002).
Національний склад (станом на 2002 рік):
- росіяни — 90 %